# Phantastische Tierwesen & wo sie zu finden sind
Phantastische Tierwesen & wo sie zu finden sind (Originaltitel: Fantastic Beasts and Where to Find Them) ist zum einen ein fiktives Lehrbuch aus den Harry-Potter-Romanen, zum anderen handelt es sich um ein reales Buch der britischen Autorin Joanne K. Rowling. Der Autor des fiktiven Buches ist Newt Scamander (in einigen deutschen Übersetzungen Lurch Scamander).
Scamander ist auch der Protagonist der Filmreihe Phantastische Tierwesen und wo sie zu finden sind, die von dem fiktiven Buch angeregt die Geschichte seines Autors erzählt. Der erste Teil kam im November 2016 in die deutschen Kinos.

## Fiktives Buch
Das fiktive Buch vom Autor Newt Scamander wird unter dem Titel Phantastische Tierwesen und wo sie zu finden sind erstmals in Harry Potter und der Stein der Weisen erwähnt: Dort steht es auf der Liste der Lehrbücher, die die Schüler für ihr erstes Schuljahr in Hogwarts benötigen. Das Buch ist bei Flourish & Blotts erhältlich.

## Reales Buch
Das reale, 64-seitige Buch von Joanne K. Rowling aus dem Jahr 2001 basiert auf Scamanders Lehrbuch aus der Romanvorlage und wurde deshalb unter dem Pseudonym Newt Scamander veröffentlicht. Die britische Originalausgabe ist beim Bloomsbury-Verlag, die deutsche beim Carlsen Verlag erschienen; in beiden Büchern wird auf die Zusammenarbeit mit dem fiktiven Verlag Obscurus Books hingewiesen, der in der Winkelgasse 18a in London ansässig sei. Wie auch bei allen anderen deutschsprachigen Harry-Potter-Bänden hat Klaus Fritz für die Übersetzung gesorgt und Sabine Wilharm das Cover gestaltet.
Das Buch soll eine Reproduktion von Harry Potters Exemplar des Schulbuches darstellen, das mit handschriftlichen Kommentaren und Kritzeleien von Harry Potter, Ron Weasley und Hermine Granger versehen ist.
2017 erschien eine Neuauflage mit sechs zusätzlichen Tierwesen. Diese erreichte am 28. Januar desselben Jahres den Platz 1 der Spiegel-Bestsellerliste. Im gleichen Jahr gewann es den LovelyBooks Leserpreis in der Kategorie Fantasy & Science Fiction.
Neben „Phantastische Tierwesen & wo sie zu finden sind“ hat Rowling noch zwei reale Versionen fiktiver Bücher veröffentlicht: Die Märchen von Beedle dem Barden und Quidditch im Wandel der Zeiten. Diese drei werden auch im Schuber als Hogwarts-Schulbücher verkauft. Autorin, Verleger und Lektoren (im Deutschen auch der Übersetzer) verzichteten auf ihre Vergütungen durch den Erlös dieser drei Bücher. Stattdessen wird dieser an die Hilfsorganisationen Comic Relief, Children’s High Level Group und Lumos gespendet, an der Gründung der beiden letzteren war J.K. Rowling beteiligt und ist des Weiteren Präsidentin von Lumos.

## Inhalt
Nach einer einleitenden Kurzbiografie des Autors Newt Scamander und einem Vorwort von Albus Dumbledore folgt ein Kapitel über die Definition des Begriffs Tierwesen (beasts) in Abgrenzung zu den Zauberwesen (beings), die in Verhalten und Aussehen menschenähnlich beschrieben werden.
Es folgt eine kurze Abhandlung über die Wahrnehmung von und das Wissen über Tier- und Zauberwesen durch Muggel in den vergangenen Jahrhunderten.
Die Einleitung schließt mit der Erläuterung der Klassifikationsskala, nach der Tierwesen vom Zaubereiministerium nach ihrer Gefährlichkeit eingestuft werden:
- XXXXX – als Zauberertöter bekannt / unmöglich zu bändigen, geschweige denn als Haustier abzurichten.
- XXXX – Gefährlich / verlangt Fachwissen / Umgang nur entsprechend ausgebildeten Zauberern gestattet.
- XXX – Von fähigen Zauberern zu bändigen.
- XX – Harmlos / kann zum Haustier abgerichtet werden.
- X – Langweilig.

Den Hauptteil des Buches bildet ein alphabetisches Verzeichnis fast aller Tier- und Zauberwesen aus der Welt von Harry Potter von der Acromantula bis zum Zentaur, die jedoch nicht alle in den sieben Bänden der Romanreihe in Erscheinung treten.
Die Beschreibungen der Wesen umfassen das Aussehen, das Verhalten, den Lebensraum, manchmal die Fortpflanzung sowie weitere Besonderheiten.
Auch auf die Verwertbarkeit einzelner Tierteile für magische Zwecke, wie zum Beispiel zum Brauen von Zaubertränken oder zur Herstellung von Zauberstäben, wird eingegangen.

## Textausgaben
Das Et-Zeichen wurde nur in der Erstausgabe des Buches im Titel verwendet. In den später erschienenen Ausgaben wurde dieses durch das Wort and bzw. in deutschen durch das Wort und ersetzt.

### Englische Originalausgaben

#### 2001
- Newt Scamander, Joanne K. Rowling: Fantastic Beasts & Where to Find Them. Bloomsbury Publishing in Zusammenarbeit mit Obscurus Books, 2001, ISBN 0-7475-5466-8.

### Ausgaben in deutscher Übersetzung
Alle Ausgaben wurden von Klaus Fritz in die deutsche Sprache übersetzt.

#### 2001
- Newt Scamander, Joanne K. Rowling: Phantastische Tierwesen & wo sie zu finden sind. Carlsen Verlag in Zusammenarbeit mit Obscurus Books, 2001, ISBN 3-551-55306-8, 60 Seiten, gebunden.

#### 2010
- Newt Scamander, Joanne K. Rowling: Phantastische Tierwesen und wo sie zu finden sind. Carlsen Verlag in Zusammenarbeit mit Obscurus Books, 2010, ISBN 978-3-551-35948-3, 60 Seiten, Taschenbuch.

#### 2017
- Newt Scamander, J.K. Rowling: Phantastische Tierwesen und wo sie zu finden sind. Carlsen Verlag in Zusammenarbeit mit Obscurus Books, ISBN 978-3-551-55696-7, 87 Seiten, gebunden, enthält sechs neue Tierwesen.
- Newt Scamander, J.K. Rowling, illustriert von Olivia Lomenech Gill: Phantastische Tierwesen und wo sie zu finden sind. Carlsen Verlag in Zusammenarbeit mit Obscurus Books, ISBN 978-3-551-55698-1, Schmuckausgabe, 133 Seiten, gebunden.

## Verfilmung
Am 12. September 2013 teilte Warner Bros. mit, dass eine dreiteilige Filmreihe geplant sei, die auf dem fiktiven Buch Newt Scamanders beruht, was später auf Rowlings offizieller Website bestätigt wurde. Im März 2014 bekräftigte Warner Bros., dass die Verfilmung als Trilogie geplant sei. Am 14. Oktober 2016 gab J. K. Rowling allerdings bekannt, dass es insgesamt fünf Teile werden.
Joanne K. Rowling verfasste selbst die Drehbücher zu allen drei bisher erschienen Filmen. Die Prequels zu den Harry-Potter-Büchern sind in der gleichen magischen Welt angesiedelt, beginnen jedoch 70 Jahre davor, im New York der 1920er Jahre. Der erste Film Phantastische Tierwesen und wo sie zu finden sind erschien am 17. November 2016. Der Regisseur ist David Yates, der bereits die letzten vier Harry-Potter-Filme umsetzte.
Der zweite Teil folgte im November 2018. Der dritte Teil erschien am 7. April 2022. Die Termine für den vierten und den fünften Teil wurden noch nicht bekannt gegeben.